# Министр труда и социального развития Республики Саха
Министр труда и социального развития Республики Саха (Якутия) — должность главы Министерства труда и социального развития Республики Саха (Якутия), назначаемый на должность и освобождаемый от должности Главой Республики Саха (Якутия) по представлению Председателя Правительства Республики Саха (Якутия).
Нынешний министр — Волкова Елена Александровна.

## Список

### Главы системы социального обеспечения Якутской АССР
| #                                                        | Министр                                                  | Фото                                                     | Период нахождения в должности                            | Партия                                                   | В подчинении правительства                               |                                                          |                                                          |
| Народные комиссары социального обеспечения Якутской АССР | Народные комиссары социального обеспечения Якутской АССР | Народные комиссары социального обеспечения Якутской АССР | Народные комиссары социального обеспечения Якутской АССР | Народные комиссары социального обеспечения Якутской АССР | Народные комиссары социального обеспечения Якутской АССР | Народные комиссары социального обеспечения Якутской АССР | Народные комиссары социального обеспечения Якутской АССР |
| -------------------------------------------------------- | -------------------------------------------------------- | -------------------------------------------------------- | -------------------------------------------------------- | -------------------------------------------------------- | -------------------------------------------------------- | -------------------------------------------------------- | -------------------------------------------------------- |
| 1                                                        | Николай Егорович Сосин                                   |                                                          | 1931 — 1 июня 1938                                       | ВКП(б)                                                   |                                                          |                                                          |                                                          |
| 2                                                        | Георгий Семёнович Фомин                                  |                                                          | 1938—1946                                                | ВКП(б)/КПСС                                              |                                                          |                                                          |                                                          |
| Министры социального обеспечения Якутской АССР           |                                                          |                                                          |                                                          |                                                          |                                                          |                                                          |                                                          |
| 1                                                        | Георгий Семёнович Фомин                                  |                                                          | 1946 — 1947                                              | КПСС                                                     |                                                          |                                                          |                                                          |
| 2                                                        | Мария Дмитриевна Нартахова                               |                                                          | 1947 — апрель 1954                                       | КПСС                                                     |                                                          |                                                          |                                                          |
| 3                                                        | Матрёна Владимировна Бельчусова                          |                                                          | 1954—1967                                                | КПСС                                                     |                                                          |                                                          |                                                          |
| 4                                                        | Василий Иванович Кононов                                 |                                                          | 1967—1978                                                | КПСС                                                     |                                                          |                                                          |                                                          |
| 5                                                        | Василий Прокопьевич Решетников                           |                                                          | 1978—1985                                                | КПСС                                                     |                                                          |                                                          |                                                          |
| 6                                                        | Дария Никифоровна Жиркова                                |                                                          | 1985—1989                                                | КПСС                                                     |                                                          |                                                          |                                                          |
| 7                                                        | Люлия Николаевна Григорьева                              |                                                          | 1989—1992                                                | КПСС                                                     |                                                          |                                                          |                                                          |

### Министры социального обеспечения Якутской-Саха ССР
| # | Министр                    | Фото | Период нахождения в должности | Партия | В подчинении правительства |
| - | -------------------------- | ---- | ----------------------------- | ------ | -------------------------- |
| 1 | Лазарь Степанович Филиппов |      | 1990—1992                     |        |                            |

### Министры в системе социального обеспечения Республики Саха (Якутия)
| #                                                                                | Министр                                                                          | Фото                                                                             | Период нахождения в должности                                                    | Партия                                                                           | В подчинении правительства                                                       |                                                                                  |                                                                                  |
| Министры социальной защиты, труда и занятости населения Республики Саха (Якутия) | Министры социальной защиты, труда и занятости населения Республики Саха (Якутия) | Министры социальной защиты, труда и занятости населения Республики Саха (Якутия) | Министры социальной защиты, труда и занятости населения Республики Саха (Якутия) | Министры социальной защиты, труда и занятости населения Республики Саха (Якутия) | Министры социальной защиты, труда и занятости населения Республики Саха (Якутия) | Министры социальной защиты, труда и занятости населения Республики Саха (Якутия) | Министры социальной защиты, труда и занятости населения Республики Саха (Якутия) |
| -------------------------------------------------------------------------------- | -------------------------------------------------------------------------------- | -------------------------------------------------------------------------------- | -------------------------------------------------------------------------------- | -------------------------------------------------------------------------------- | -------------------------------------------------------------------------------- | -------------------------------------------------------------------------------- | -------------------------------------------------------------------------------- |
| 1                                                                                | Александр Константинович Акимов                                                  |                                                                                  | 1992—1997                                                                        |                                                                                  |                                                                                  |                                                                                  |                                                                                  |
| Министры труда и социального развития Республики Саха (Якутия)                   |                                                                                  |                                                                                  |                                                                                  |                                                                                  |                                                                                  |                                                                                  |                                                                                  |
| 1                                                                                | Юлия Анатольевна Песковская                                                      |                                                                                  | 1997—2007                                                                        |                                                                                  |                                                                                  |                                                                                  |                                                                                  |
| 2                                                                                | Николай Николаевич Дегтярев                                                      |                                                                                  | 2007—2014                                                                        |                                                                                  |                                                                                  |                                                                                  |                                                                                  |
| 3                                                                                | Александр Николаевич Дружинин                                                    |                                                                                  | 2014—2017                                                                        |                                                                                  |                                                                                  |                                                                                  |                                                                                  |
| 4                                                                                | Александр Павлович, Михеев                                                       |                                                                                  | 2017—2018                                                                        |                                                                                  |                                                                                  |                                                                                  |                                                                                  |
| 5                                                                                | Елена Александровна Волкова                                                      |                                                                                  | с октября 2018 года                                                              |                                                                                  |                                                                                  |                                                                                  |                                                                                  |